# Nguy Toàn Phúng
Nguy Toàn Phúng (giản thể: 危全讽; phồn thể: 危全諷) là một quân phiệt vào cuối thời nhà Đường. Ông cát cứ Phủ châu từ năm 882 đến năm 909, và từng có thời điểm kiểm soát cả ba châu lân cận. Sau khi triều đình Đường sụp đổ, ông vẫn tiếp tục cát cứ, song đến năm 909 thì chiến bại trước quân của nước Hoằng Nông, lãnh thổ của ông bị Hoằng Nông thôn tính.

## Đoạt lấy Phủ châu
Ông là người Nam Thành và là thủ lĩnh của người dân địa phương. Năm 882, khi quân nổi dậy Chung Truyền (đã chiếm được Phủ châu từ trước) công chiếm Hồng châu rồi được Đường Hy Tông bổ nhiệm làm Giang Tây quan sát sứ, Chung Truyền bỏ Phủ châu, Nguy Toàn Phúng nhân cơ hội này chiếm cứ châu nhà. Nguy Toàn Phúng cũng cử đệ là Nguy Tử Xương (危仔倡) chiếm cứ Tín châu.

## Quy phục Chung Truyền
Năm 901, Trấn Nam tiết độ sứ Chung Truyền đem binh vây Nguy Toàn Phúng tại Phủ châu, bỗng xuất hiện hỏa hoạn trong thành, sĩ dân hoảng sợ. Chư tướng thỉnh công thành ngay, song Chung Truyền nói: "Thừa cơ khi người khác gặp nguy là phi nhân", lại nói: "Tội của Toàn Phúng, không làm hại dân". Sau khi hỏa hoạn kết thúc, Nguy Toàn Phúng biết chuyện liền cứ sứ giả đến tạ tội, đề nghị gả một nữ nhi làm thê của Chung Khuông Thì- nhi tử của Chung Truyền. Sau đó, ông trung thành ít nhất là trên danh nghĩa với Chung Truyền.
Năm 906, Chung Truyền qua đời, các binh sĩ Trấn Nam thoạt đầu ủng hộ Chung Khuông Thì tập vị. Tuy nhiên, sau đó Hoài Nam tiết độ sứ Dương Ác khiển tướng Tần Bùi (秦裴) tiến công và đánh bại Chuông Khuông Thì. Dương Ác đoạt lấy lãnh thổ của họ Dương, tự kiêm chức Trấn Nam tiết độ sứ.

## Sau thời Chung Khuông Thì
Năm 909, Hoài Nam nay trở thành nước Hoằng Nông (Ngô), quân chủ là Dương Long Diễn. Nguy Toàn Phúng lúc này không chỉ kiểm soát Phủ châu và Tín châu, mà còn chiếm cứ Viên châu và Cát châu , trong cùng năm ông tự xưng là Trấn Nam tiết độ sứ, huy động quân của bốn châu (tuyên bố là có đến 10 vạn quân) tiến công Hồng châu. Binh sĩ Hoằng Nông trấn thủ trong vùng chỉ có 1.000, tướng lại đều sợ, Trấn Nam tiết độ sứ Lưu Uy (劉威) của Hoằng Nông bí mật khiển sứ cáo cấp đến kinh đô Quảng Lăng, song hàng ngày vẫn triệu liêu tá đến ăn uống. Nguy Toàn Phúng nghe tin thì do dự và đóng tại Tượng Nha Đàm, không dám tiến thêm, thỉnh Sở tiếp viện. Sở vương Mã Ân khiển chỉ huy sứ Uyển Mai (苑玫) hội binh với Viên châu thứ sử Bành Ngạn Chương (彭彥章) của Nguy Toàn Phúng, cùng bao vây thành Cao An  của Hoằng Nông, nhằm trợ giúp cho Nguy Toàn Phúng.
Trước tình thế này, phụ chính Từ Ôn của Hoằng Nông bổ nhiệm tướng Chu Bản làm Tây nam diện hành doanh chiêu thảo ứng viện sứ, đem 7.000 binh cứu viện Cao An. Chu Bản cho rằng Mã Ân chỉ muốn hỗ trợ cho Nguy Toàn Phúng và không thực sự muốn chiếm Cao An, do vậy ông ta quyết định tiến thẳng đến Tượng Nha Đàm để giao chiến với Nguy Toàn Phúng. Khi ông ta đến nơi, dựng trại chỉ cách một con sông với Nguy Toàn Phúng, cho lính già yếu ra khiêu chiến. Quân của Nguy Toàn Phúng vượt sông tiến công quân của Chu Bản, song bị Chu Bản đánh bại, binh sĩ của Nguy Toàn Phúng dẫm đạp lên nhau mà chết hoặc chết đuối trong đầm. Chu Bản bắt được Nguy Toàn Phúng, rồi tiếp tục tiến công Viên châu và bắt Bành Ngạn Chương. Sau đó, Nguy Tử Xương chạy sang Ngô Việt, toàn bộ các lãnh địa của Nguy Toàn Phúng cuối cùng đều rơi vào tay Hoằng Nông.
Nguy Toàn Phúng bị giải đến Quảng Lăng. Do trước đây Nguy Toàn Phúng từng tiếp tế lượng thực cho Dương Hành Mật khi Dương Hành Mật đoạt lấy Thuyên Thiệp, Dương Long Diễn thả Nguy Toàn Phúng, ban cho nhiều của cải.